# Vodka
La vodka (in russo водка?, vodka), o wódka in polacco (raramente in italiano vodca), è un tipo di acquavite ottenuta dalla distillazione di cereali o patate. È originaria di Russia e Polonia e successivamente si è diffusa in Svezia.

## Storia
La bevanda trae le sue origini nell'Europa orientale; Polonia e Russia in particolare si contendono la paternità del nome e della prima produzione. In varie lingue slave il nome vodka è diminutivo dei termini corrispondenti all'italiano acqua, per esempio il russo: вода (voda, pronuncia  [vɐˈda]) o il polacco: woda (pronuncia /ˈvɔ.da/) – che alludono all'aspetto limpido e trasparente, appunto simile all'acqua – con l'aggiunta del suffisso -ka che in dette lingue funge sempre da vezzeggiativo o diminutivo.
La parola wodka appare come traccia scritta per la prima volta nel 1405 in Polonia, in un registro di Sandomierz, all'epoca sede del Governo dell'omonimo voivodato. Probabilmente tale nome (letteralmente: «acquetta») era un ironico eufemismo per indicare un distillato leggero e pulito nel gusto ma non certo nella gradazione alcolica, giacché quest'ultima in alcune varietà supera agevolmente il 50%; non a caso, nelle località dove si presume sia nata, la vodka è indicata con parole la cui radice significa «bruciare», per esempio il polacco gorzałka o l'ucraino горілка (horilka).
Nel 1430 appare quella considerata la prima ricetta di vodka russa, per opera del monaco Isidoro, ottenuta dalla fermentazione del pane e con una gradazione relativamente bassa di 40% ABV, al limite inferiore della vodka attuale.
Nel 1520 nella sola Danzica in Prussia Occidentale operavano già una sessantina di distillerie ufficiali di vodka, senza contare quelle clandestine. In Russia nel 1649 lo zar Alessio promulgò un codice imperiale per la produzione della vodka e all'inizio del XVIII secolo i nobili proprietari terrieri avevano l'autorizzazione per detenere un alambicco per piccole produzioni ad uso privato; qui il termine vodka (stavolta nel senso univoco del distillato) venne scritto in un documento ufficiale risalente al regno dell'imperatrice Caterina II; il decreto, datato 8 giugno 1751, regolava la proprietà di alcune distillerie. Un'altra possibile origine del termine può essere trovata nelle cronache di Novgorod, dell'anno 1533, dove il termine vodka è utilizzato nel contesto di tinture alcoliche.
Una leggenda russa narra di cavalieri cosacchi che, durante un attacco, giunsero dinanzi a un lago che sbarrava loro il passaggio; il rapido dileguarsi del nemico non lasciava il tempo di costruire un ponte e allora il pope che accompagnava il reggimento benedisse le acque, trasformandole in vodka: cavalli e cavalieri poterono così berla e, prosciugato il lago, passare oltre.
La vodka fu introdotta in Europa da Napoleone Bonaparte, che ebbe modo di conoscerla durante la campagna di Russia nel 1812: durante la disastrosa ritirata che seguì, per scaldare le truppe rimaste senza alcolici e cibo per l'allungamento della catena di approvvigionamenti, l'imperatore razziò ingenti quantità di vodka quale rimedio all'attacco del nemico più temibile, il freddo del Generale Inverno.
La diffusione su larga scala della vodka in Europa arrivò dopo la rivoluzione russa, nel 1917, con la presa del potere da parte dei bolscevichi guidati da Lenin. Parecchi esuli russi, appartenenti alla nobiltà proprietaria dei segreti della distillazione, emigrarono in Francia per salvarsi dalle epurazioni di massa volute dal regime comunista. Il più noto fra gli esuli è sicuramente Piotr Smirnoff che si vide confiscato il proprio stabilimento, fondato nel 1860. Per sfuggire alla caccia mortale Smirnoff emigrò dapprima in Turchia quindi in Polonia, dove aprì una distilleria, per decidere poi nel 1925 di stabilirsi definitivamente a Parigi, dove cambiò il nome in Pierre. Vicende analoghe sono quella dei Romanoff e del conte Keglevich, quest'ultimo rifugiatosi a Trieste. Altra situazione simile visse il principe Nikolai Alexandrovich Eristoff, titolare di Eristoff, la cui distilleria fu aperta nel 1806.

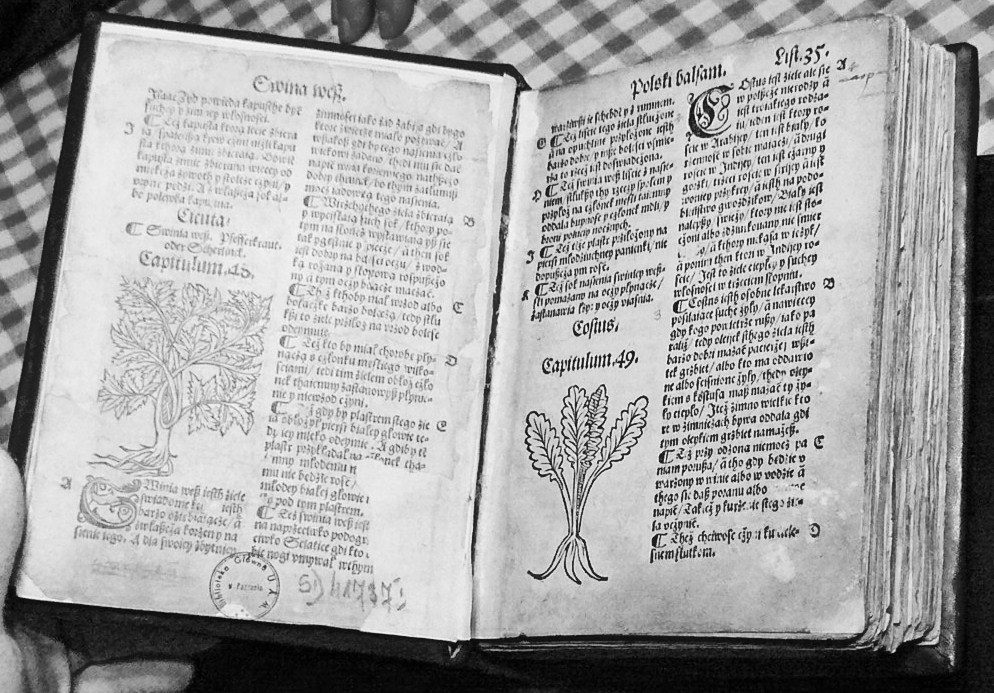
Stefan Falimirz medico e speziale polacco, fa riferimento nella sua opera del 1534 (Sulle erbe e sul loro potere) al distillato wódka

In età contemporanea soprattutto in Russia ma anche in Polonia sono migliaia le distillerie che producono questa bevanda. Si produce un'ottima vodka anche in quasi tutti i paesi del Nord Europa, i quali ne sono anche ottimi consumatori, con tradizioni che si tramandano da secoli. Nell'Europa Occidentale e nel Nord America la diffusione su larga scala ha invece una storia più recente. Essa raramente veniva bevuta al di fuori dell'Europa orientale prima del 1950 ma la sua popolarità fu estesa anche al Nuovo Mondo in seguito al dopoguerra francese. Nel 1975, negli Stati Uniti d'America, sorpassò le vendite del bourbon whiskey, fino ad allora il liquore più bevuto dalla popolazione americana. Anche se la vodka non appartiene alla cultura italiana, a partire dalla fine del XX secolo sono aumentate nel Paese sia la produzione che il consumo della bevanda. Si può quindi ormai definire la vodka una bevanda conosciuta e prodotta su scala mondiale.

## Caratteristiche

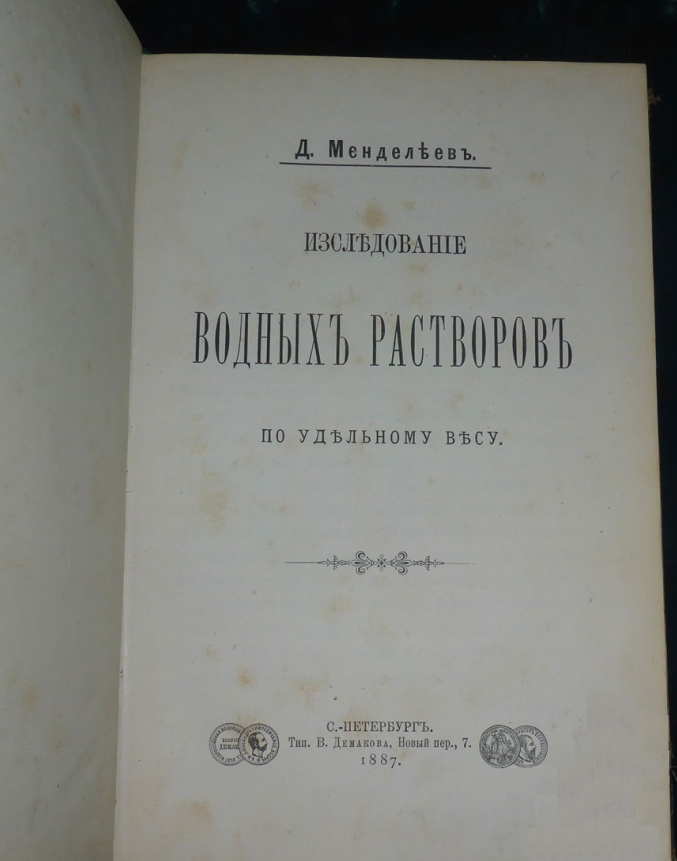
Mendeleev -Issledovanie vodnyh rastvorov po udel'nomu vesu- 1887

Tralasciando le sostanze aromatiche responsabili dei tipici sapori e aromi di questa bevanda, la vodka è composta principalmente da acqua e alcool (etanolo) presente tra il 37,5% e il 60% in volume. Nella classica vodka russa il tasso di alcool presente deve essere di circa il 40%, valore attribuito, secondo alcuni autori, dal famoso chimico russo Dmitrij Ivanovič Mendeleev nella sua opera "Issledovanie vodnych rastvorov po udel'nomu vesu" ("Studio delle soluzioni acquose per peso specifico"), del 1887.
La vodka viene utilizzata come base di molti cocktail popolari, come il Bloody Mary, il Sex on the Beach, il Bullshot e il Vodka Martini (noto anche come Vodkamartini o Vodkatini).
Esistono anche bevande a base di vodka, tipicamente di gradazione alcolica notevolmente inferiore, prodotte con aromi di frutta (per esempio limone, pesca o melone), che vanno però ascritte tra i liquori, in quanto dolci.

## Tipi di Vodka
Nonostante la sostanza di provenienza del distillato alcolico, la produzione di vodka può essere distinta in due grandi categorie: la vodka pura e quella aromatizzata.
- Vodka pura può essere completamente neutra, ossia priva di odori e sapori (mediante sostanziose distillazioni e filtrazioni). Anche se non è facile distinguerli, in vari tipi di vodka conservano aromi tipici derivati dalle materie prime: il grano, per esempio, conferisce sentori vinosi e di anice; la segale apporta note di scorza e spezie; le patate donano una struttura densa e una sensazione più morbida al palato.
- Vodka aromatizzate sono molto diffuse; ad oggi, esistono molti tipi di aromi e i più diffusi sono quelli di frutta. Questi aromi si possono aggiungere con la macerazione, distillazione o percolazione; è privilegiato, ovviamente, l'uso espresso di aromi naturali. Solitamente sono due gli stili degli aromi: tradizionali (come le spezie, che si rifanno alle ricette più antiche) e moderni, con frutta esotica.

Alcune ricette tradizionali sono la Zubrówka, aromatizzata con l'erba del Bisonte; la Vodka al miele, alle ciliegie e alle spezie. Per avvicinarsi poi al mondo dei giovani, aromi più semplici e immediati sono stati addizionati nelle Vodka moderne: vaniglia, caramello, pepe e frutta.

## Produzione
(Lettera da Stalin a Molotov del 1º settembre 1930)

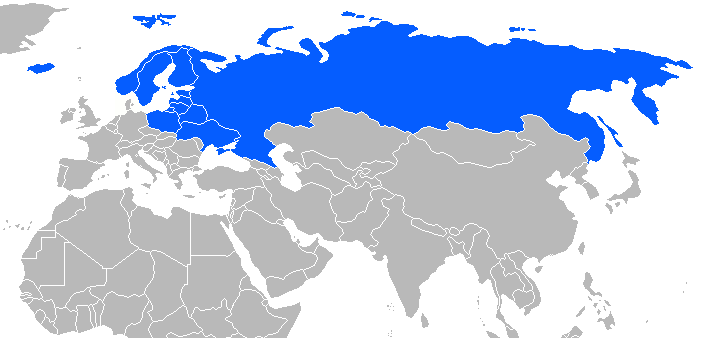
I Paesi del mondo della vodka belt (in italiano: "cintura della vodka")

La vodka può essere ottenuta da differenti piante ricche di zucchero o amido, come cereali (orzo, segale e grano) e patate.
I cereali, come nella produzione della birra, devono essere maltati per scindere l'amido in monosaccaridi fermentiscibili. Ciò avviene grazie all'azione delle amilasi, le quali scinderanno anche gli zuccheri di altri vegetali presenti.
Una volta separata la parte solida si procede con la fermentazione ottenendo un liquido simile alla birra.
Dopo un breve periodo di riposo si procede con la distillazione. Il livello di etanolo deve raggiungere il 96% di alcol in volume e per questo la distillazione continua con alambicco a colonne, munito di almeno 46 piatti, è quella più praticata. Qualora lo stile di Vodka desiderato dovesse essere leggero e neutrale si utilizzano alambicchi che possono avere fino a 5 colonne.
Esistono però alcuni produttori di piccole dimensioni che utilizzano la distillazione discontinua, usando alambicchi sia a colonna che pot-still. La prima distillazione ha lo scopo di separare etanolo e congeneri dal liquido alcolico, mentre la seconda permette di separare testa, cuore e coda.
Infine si può procedere ad una filtrazione con carbone attivo per eliminare sentori sgraditi: questo trattamento restituisce un prodotto più neutro. È comunque preferibile effettuare una distillazione più accurata per mantenere aromi caratteristici piuttosto che eseguire una successiva filtrazione. Il distillato viene quindi opportunamente allungato con acqua distillata o molto povera di elementi (sorgiva). La presenza di elementi disciolti nell’acqua utilizzata potrebbe portare infatti alla velatura ed opalescenza del prodotto finale.

## Modalità di somministrazione

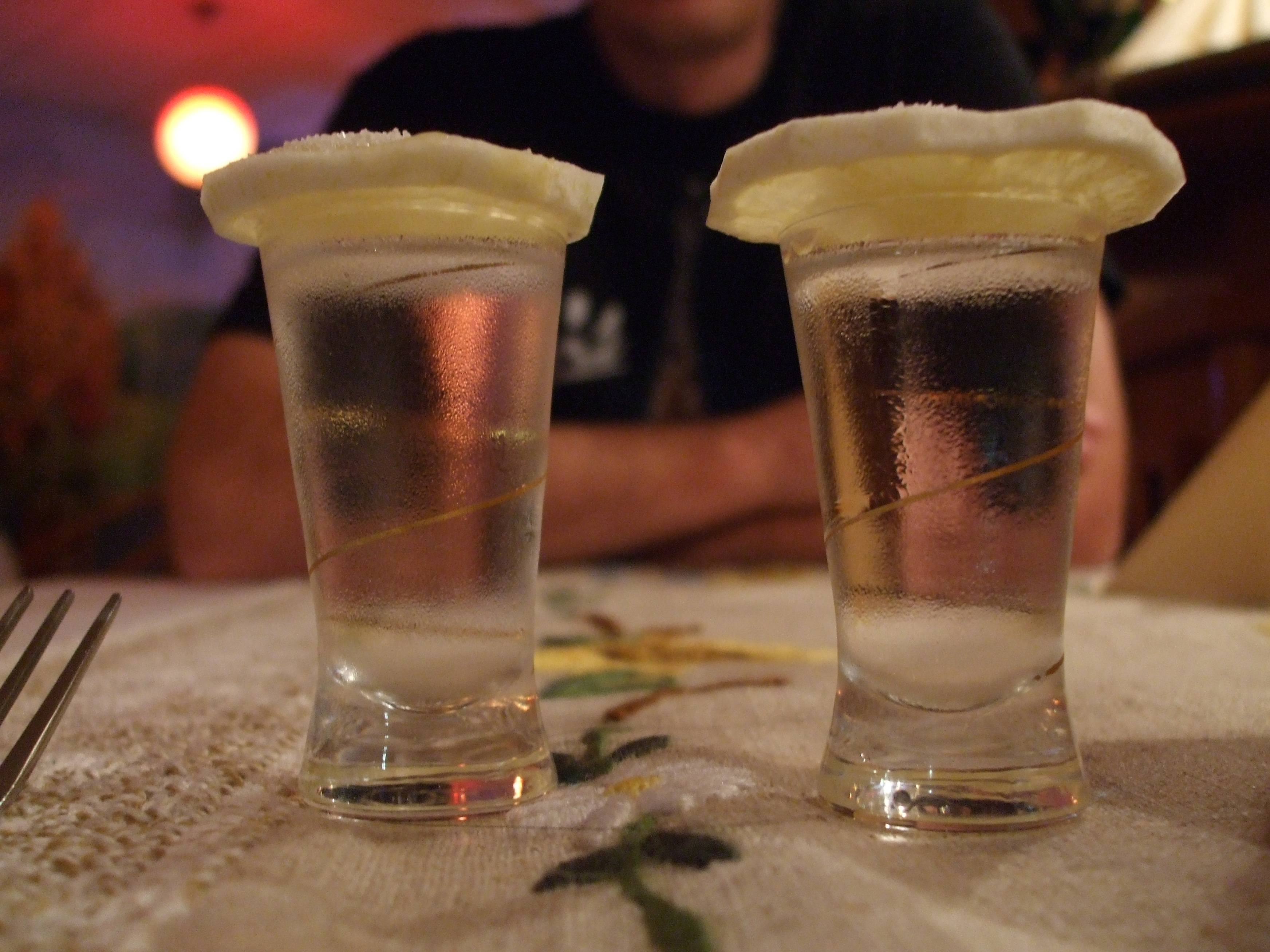
Due cicchetti di vodka con limone

La vodka è un distillato che va bevuto liscio e freddo (ma non ghiacciato) per assaporarla meglio in tutta la sua pienezza, secondo la tradizione dei Paesi d'origine. Va servita nel classico bicchiere da vodka russo che non è a forma di provetta, come si usa in Occidente, ma è un piccolo calice a pareti svasate, tale da consentire di bere il distillato non tutto di un fiato ma assumendo insieme piccoli snack, vivande o un sorso d'acqua. È ottima anche nella preparazione di primi piatti italiani, come anche per cocktail e long drink. Riesce sempre ad unirsi al meglio con gli altri ingredienti senza mai prevalere, donando, alla bevuta, una piacevole armonia di gusto. Può essere servita con la decorazione di una fettina di agrumi, od oliva, o ciliegina rossa. La tradizione slava preferisce l'accompagnamento con antipasti salati e verdure marinate, in particolare cetriolini: la vodka gioca infatti un ruolo da protagonista nel tipico buffet russo denominato zakuska.

## Uso in cucina

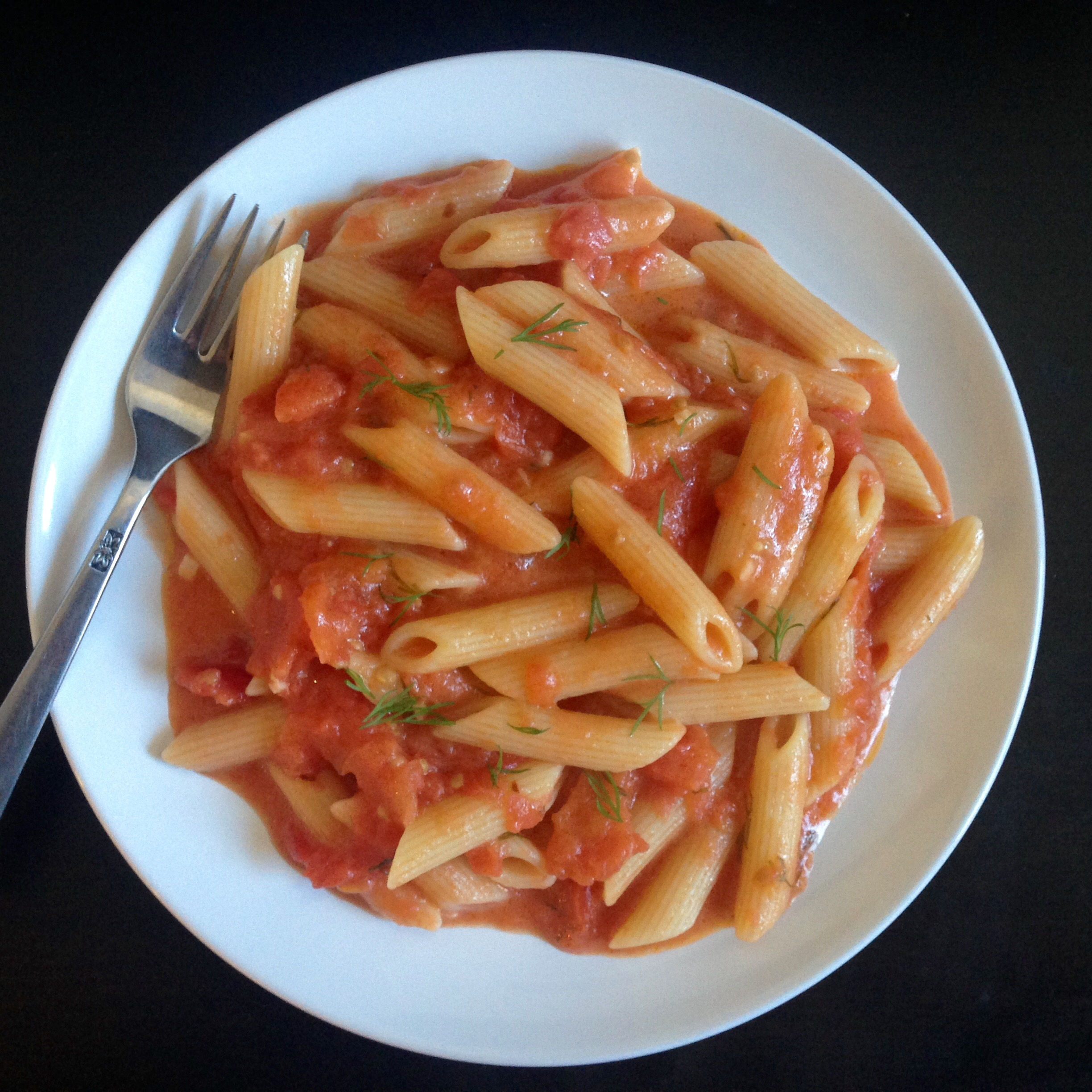
Penne alla vodka

La vodka può essere utilizzata anche in cucina, dove è impiegata per migliorare varie ricette o come ingrediente-chiave. Ad esempio, l'uso della vodka rende più friabili le croste delle torte, e può essere impiegata per la preparazione di piatti a base di pesce, cheesecake o amari.
L'uso della vodka, combinata alla pasta e alla panna è divenuto popolare a cavallo tra gli anni 1970 e gli anni 1980: l'attore Ugo Tognazzi inventò la ricetta delle penne all'infuriata (una specie di arrabbiata con l'aggiunta di vodka, meglio se aromatizzata al peperoncino), mentre le penne alla vodka (a base di pasta, pomodoro, panna e vodka, con eventuale aggiunta di cipolle e pancetta) diventarono una vera icona della cucina alla moda dell'epoca; altro piatto famoso furono le penne alla moscovita, a base di pasta, salmone affumicato, caviale, panna e vodka.

## Cocktail a base di vodka
- Black Russian - vodka e liquore di caffè;
- Black Irish - vodka, kahlúa, bayley's e una pallina di gelato alla vaniglia;
- Bloody Mary - vodka neutra ghiacciata, succo di pomodoro, succo di limone, tabasco, salsa Worcester, sedano, sale e pepe;
- Blue Lagoon - vodka, blue curaçao e succo di limone;
- Bull Shot - vodka, salsa Worcester, consommé di manzo, tabasco, sale di sedano, sale e pepe;
- Cops Reviver - vodka, pallina di gelato al limone, triple sec, pezzi di lime, miele;
- Cordial Cobbler - vodka, acqua tonica, cordial campari, frutta fresca a pezzi;
- Cosmopolitan - vodka, succo di lime, cranberry e triple sec;
- Czarina - vodka, vermut dry, apricot brandy e una goccia di angostura;
- Long Island Iced Tea - vodka, tequila, gin, rum chiaro, triple sec, succo di limone, sciroppo di zucchero e uno spruzzo di cola;[6]
- Screwdriver - vodka e succo di arancia;[7]
- Vodka Lemon - vodka e lemon soda;
- Vodka Redbull - vodka e energy drink (tipo Redbull)
- White Russian - vodka, liquore al caffè e panna fresca;
- Moscow Mule - vodka, ginger beer e succo di lime o in alternativa vodka, ginger ale, succo di lime o cedro e zenzero tritato;
- Sex On the Beach - vodka, liquore alla pesca o Vodka aromatizzata alla pesca, succo di arancia, succo di Cranberries,